# Parabarrovia ogilviensis
Parabarrovia ogilviensis är en fjärilsart som beskrevs av Lafontaine 1988. Parabarrovia ogilviensis ingår i släktet Parabarrovia och familjen nattflyn. Inga underarter finns listade i Catalogue of Life.